# Associação de empregadores
As associações de empregadores ou organizações patronais são organizações coletivas de fabricantes, varejistas ou outros empregadores de trabalho assalariado. As associações de empregadores procuram colaborar para com suas empresas associadas em assuntos de interesse mútuo, como durante negociações com sindicatos de empregados (ou sindicatos laborais) e órgãos governamentais. As associações de empregadores funcionam como sindicatos e promovem os interesses económicos e sociais das suas organizações membros. No Brasil, também são conhecidas como sindicatos de empregadores ou sindicatos patronais.

## História
Em um mercado livre, a competição entre empresas concorrentes naturalmente tende a impedir a ação conjunta para a promoção de interesses comuns. O surgimento de sindicatos e seus esforços para estabelecer acordos coletivos de trabalho locais ou de toda a indústria acabaram por abrir caminho para a ação combinada de concorrentes que empregavam essa mesma mão de obra.
As entidades coletivas constituídas por empresas comerciais que atuam de forma conjunta nestas matérias são conhecidas como organizações patronais ou associações de empregadores.
Historicamente, as associações de empregadores eram de dois tipos gerais: aquelas que consistiam apenas de empregadores em um único ramo de comércio ou de indústria, ou aquelas que reuniam empregadores de um amplo espectro de indústrias em uma base local, regional ou nacional.
Assim como nos sindicatos laborais, as primeiras organizações patronais surgiram nas grandes cidades industriais durante a primeira metade do século XIX.  Tanto os sindicatos como as organizações de empregadores tendiam a ser localizados.  À medida que os sindicatos começaram a proliferar e a ganhar força nas negociações sobre salários e condições através do uso de ações de greve, os empregadores começaram a se unir para restringir os salários e, de outra forma, acorrentar o emergente movimento sindical organizado. 

## Variações internacionais
O papel e a posição de uma organização de empregadores diferem de país para país. Em países com um sistema econômico anglo-saxão (como o Reino Unido e os Estados Unidos), onde não há cooperação institucionalizada entre organizações de empregadores, sindicatos e governo, uma organização de empregadores é um grupo de interesse ou grupo de defesa que, por meio do lobby tenta influenciar a política do governo. Nesses países, as organizações de empregadores tendem a ser mais fracas, com muitas de suas funções assumidas por grupos comerciais da indústria, que são basicamente organizações de relações públicas.
Em países com economia social de mercado, como Áustria, Suécia e Holanda, as organizações patronais fazem parte de um sistema de deliberação institucionalizado, juntamente com o governo e os sindicatos. Na negociação tripartite, os chamados "parceiros sociais" fazem acordos sobre questões como níveis de preços, aumento de salários, alíquotas de imposto e direitos previdenciários. Nesses países, a negociação coletiva geralmente é feita em nível nacional, não entre uma corporação e um sindicato, mas organizações nacionais de empregadores e sindicatos nacionais.

## No Brasil
- Categoria:Sindicatos de empregadores do Brasil
- Confederação Nacional da Indústria
- Confederação Nacional do Comércio
- Confederação Nacional do Transporte
- Confederação Nacional de Transportes Terrestres
- Confederação Nacional de Transportes Marítimos, Fluviais e Aéreos
- Confederação Nacional de Comunicações e Publicidade
- Confederação Nacional das Empresas de Crédito
- Confederação Nacional de Educação e Cultura